# Jurův Kámen

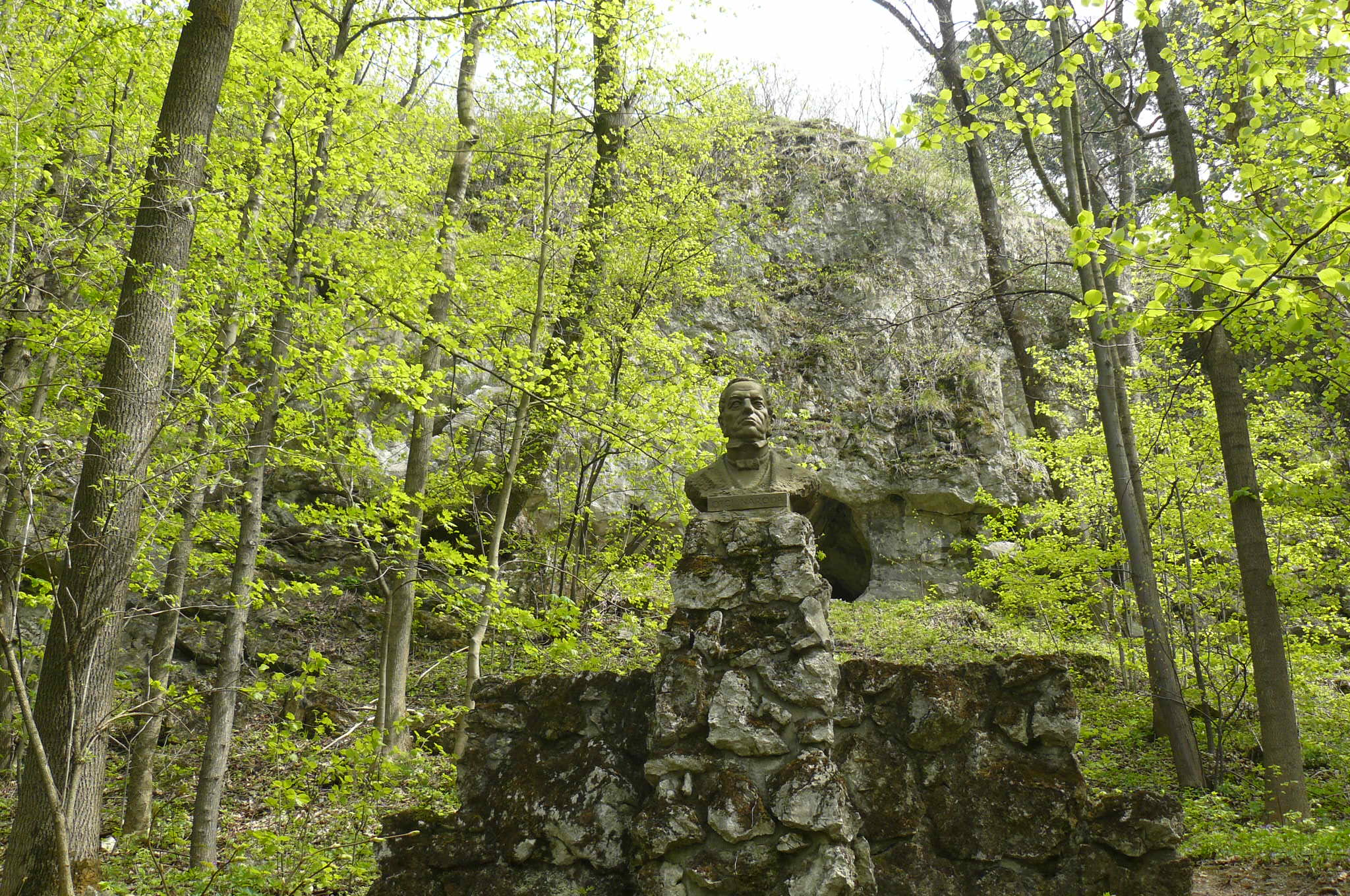
Widok centralnej części skały i pomnik Františka Palackiego z 1922

Jurův Kámen – wapienna ściana skalna o wysokości 3-10 metrów zlokalizowana na szczycie góry Kotouč w Štramberku (Czechy). Wznosi się na wysokości 495 m n.p.m.
Ściana jest jednym z najistotniejszych elementów naturalnego parku rozpościerającego się na Kotouču, noszącego nazwę Národní sad. W jej pobliżu lub bezpośrednio na niej umieszczone są pomniki lub tablice pamiątkowe ku czci Bedřicha Smetany, Tomáša Masaryka, Jana Žižki i Jana Čapka. W pobliżu znajduje się jaskinia Šipka. 
Jurův Kámen stanowi geologiczną i geomorfologiczną granicą między wapieniami, a piaskowcami. Oprócz Šipki w masywie znajdują się inne drobne jaskinie (np. Jurova jeskyně), zamieszkałe niegdyś przez człowieka. U podnóża skały do XIII wieku funkcjonowała niewielka osada. W 1956 odnaleziono w tym rejonie skarb - liczne przedmioty z brązu.